# Майтаков, Сергей Владимирович
Серге́й Влади́мирович Майтаков (род. 7 января 1990, Междуреченск, Кемеровская область, СССР) — российский горнолыжник, бронзовый призёр чемпионата мира среди юниоров 2010 года в слаломе, трёхкратный чемпион России. Наиболее успешно выступает в слаломе и гигантском слаломе.

## Биография
Выпускник Новосибирского гуманитарного института. Тренируется у Александра Кондратенко и Александра Назарова.
На чемпионате мира 2009 года занял 28-е место в гигантском слаломе, проиграв победителю более 7 секунд.
Медаль, выигранная Майтаковым на юниорском чемпионате мира 2010 года, стала первой для сборной России за последние 7 лет.
Вошёл в сборную России на Олимпийских играх 2010 года в Ванкувере. На Олимпиаде занял 40-е место в гигантском слаломе, а в супергиганте и слаломе не сумел добраться до финиша.
В марте-апреле 2010 года на чемпионате России в Терсколе выиграл 4 награды в 5 дисциплинах: золото в супергиганте и гигантском слаломе, серебро в суперкомбинации и бронзу в скоростном спуске. В гигантском слаломе выиграл у серебряного призёра Степана Зуева более 1,5 сек.
В январе 2011 года получил травму, из-за которой вернулся на трассы лишь осенью 2011 года.
В январе 2012 года на этапе Кубка Европы в Ленцерхайде одержал победу в гигантском слаломе. На следующий день там же занял второе место в слаломе, уступив 0,31 сек только итальянцу Роберто Нани. В марте 2012 года Майтаков выиграл ещё два этапа Кубка Европы в гигантском слаломе — в словенской Краньской-Горе и итальянском Ла-Тюиле. Особенно впечатляющей была победа в Италии: Сергей выиграл у всех более секунды, при этом только занявший второе место Томас Тумлер из Швейцарии проиграл россиянину менее 2,4 сек. По итогам Кубка Европы 2011/12 Майтаков стал лучшим в зачёте гигантского слалома, а в общем зачёте занял третье место, проиграв только австрийцу Флориану Шайберу и немцу Штефану Луйцу.
9 марта 2013 года впервые в карьере попал в 30-ку лучших на этапах Кубка мира, заняв 26-е место в гигантском слаломе на этапе в Краньской-Горе.
Участник зимних Олимпийских игр 2014 года в Сочи. После Игр в Сочи лишь раз выходил на старт этапа Кубка мира. До 2017 года без особого успеха выступал на этапах Кубка Европы. С тех пор выступает на российских соревнованиях. В феврале 2020 года в Таштаголе, спустя 10 лет после первой победы, вновь выиграл золото чемпионата России в гигантском слаломе, опередив на 0,60 сек Александра Андриенко.